# Notonemouridae
Notonemouridae (лат.) — семейство насекомых из отряда веснянок.

## Описание
Мелкие и среднего размера веснянки. Крылья разделены по полам линией поперечных жилок. В вершиной части крыла поперечные жилки отсутствуют. На задних крыльях имеются 5-6 не разветвлённых анальных жилок. Вторая и третья анальные жилки иногда сливаются при основании. Церки состоят из одного членика. Самки обладают довольно длинным яйцекладом. Личинки без видимых жабр и бёдрах с парой шпор. Церки личинок многосегментные.

## Экология
Развитие происходит в пресных водоёмах: в ручьях, реках, подземных водотоках, плёнках воды на камнях. Личинки питаются упавшими в воду фрагментами листьев, детритом и микроорганизмами (микромицеты и бактерии) на их поверхности, а сами в свою очередь являются пищей рыб. Имаго способны прыгать с помощью задних бёдер.

## Систематика
В современной фауне 121 вид из 23 родов, филогенетически близко к семейству Nemouridae.
- Afronemoura Illies, 1981
- Aphanicerca Tillyard, 1931
- Aphanicercella Tillyard, 1931
- Aphanicercopsis Barnard, 1934
- Austrocerca Illies, 1975
- Austrocercella Illies, 1975
- Austrocercoides Illies, 1975
- Austronemoura Aubert, 1960
- Balinskycercella Stevens & Picker, 1995
- Cristaperla McLellan, 1972
- Desmonemoura Tillyard, 1931
- Halticoperla McLellan & Winterbourn, 1968
- Kimminsoperla Illies, 1961
- Madenemura Paulian, 1949
- Neofulla Claassen, 1936
- Neonemura Navás, 1919
- Notonemoura Tillyard, 1923
- Omanuperla McLellan, 1972
- Otehiwi McLellan, 2003
- † Paranotonemoura Cui & Bethoux, 2019
- Spaniocerca Tillyard, 1923
- Spaniocercoides Kimmins, 1938
- Tasmanocerca Illies, 1975
- Udamocercia Enderlein, 1909

## Палеонтология
В ископаемом состоянии найдены два вида рода Paranotonemoura в юрских отложениях Китая Монголии.

## Распространение
Представители семейства встречаются в южном полушарии (Южная Америка, Африка, Мадагаскар, Австралия и Новая Зеландия).